# Jøtul

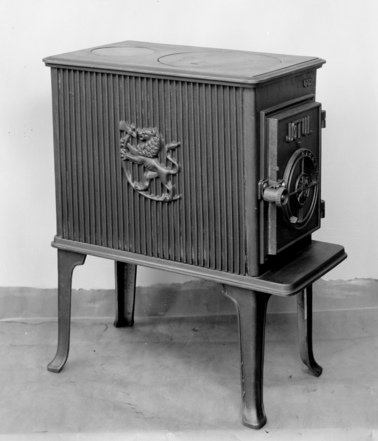
Poêle Jøtul F 602, conçu dans les années 30 par Gudolf Blakstad et Herman Munthe-Kaas, décoré par le sculpteur Ørnulf Bast

Jøtul AS est une entreprise norvégienne limitée qui conçoit et fabrique des poêles à bois et inserts en fonte. Le siège social est situé à Fredrikstad, dans le comté d'Østfold. 
Jøtul AS est la société mère du groupe Jøtul, des filiales existent aux États-Unis, Grande-Bretagne, Danemark, France, Italie, Espagne et Pologne.

## Historique
Jøtul (prononciation norvégienne : [ˈjø̂ːtʉl]) a été fondée par Oluf Onsum sous le nom de Kværner Jernstøberi (Fonderie de Kværner) dans la banlieue de Christiania (aujourd'hui Oslo). La société s’était diversifiée au début du XXe siècle en produisant des turbines et de l’équipement en bois. La fabrication d'appareils de chauffage diminuant, la production fut interrompue en 1916 et vendue à Herman Anker, l'un des responsables de Kværner. Il a fondé Jøtul AS en 1920 en tant qu’organisation de vente de ses produits. Les ventes ont stagné pendant la  dépression dans les années 1920 et Herman Anker, âgé de 36 ans, est décédé en 1927, laissant à son successeur, Johannes Gahr, âgé de 34 ans, le temps de moderniser et de sauver la société. En 1935, le redressement ayant réussi, la firme acquit son nom moderne.
Dans les années 1960, les foyers utilisant des combustibles liquides, en particulier le kérosène, ont supplanté les appareils de chauffage au bois, une tendance qui n’a été inversée que dans les années 1970, en partie à cause de la crise pétrolière de 1973. Jøtul a profité de cette opportunité pour s'implanter à l'international et a considérablement accru ses exportations vers l'Europe et Amérique du Nord continentales.
La famille Gahr a vendu l'entreprise à Norcem en 1977 et une période d'expansion internationale a commencé, avec l'acquisition par Jøtul de nombreuses fonderies et importateurs à l'étranger. Cette période a duré environ dix ans, mais a pris fin au cours de la récession de la fin des années 1980, lorsque Jøtul s'est à nouveau concentré sur le marché intérieur. Cependant, il a repris sa diversification internationale au XXIe siècle et ses produits sont aujourd'hui vendus dans le monde entier.
En mars 2018, Jøtul a été acquise par la société mondiale de capital-investissement OpenGate Capital. En collaboration avec la direction, OpenGate a élaboré un plan visant à améliorer les performances et à éliminer les inefficacités dans les opérations de Jøtul. Dans ce but une majorité de la production des poêles a été déplacée en Pologne et environ 100 employés ont perdu leur travail en Norvège, 70 au Danemark.
De plus, OpenGate Capital recherche activement des objectifs complémentaires pour stimuler davantage la croissance de Jøtul. En novembre 2018, OpenGate et Jøtul ont finalisé l'acquisition complémentaire d'AICO, un leader italien et français du poêle à granulés.

## Produits et marchés
Le groupe Jøtul vend et commercialise ses produits sous les marques « Jøtul, Scan, Atra, Ild, Warm, Accessoires du groupe Jøtul » et « Système de cheminées du groupe Jøtul » en Amérique du Nord et en Amérique du Sud, en Europe, Afrique du Sud, Asie et Océanie.
Les produits Jøtul ont reçu plusieurs prix de design de la part du Norwegian Design Council et du Red dot design awards,,,.

### Série F360 Advance
La série F360 Advance succède à la série F360. Un changement notable de la version Advance est l'abandon du revêtement de foyer intérieur en vermiculite pour un revêtement intérieur en béton réfractaire. Plus résistant aux chocs et durable, l'intérieur en béton réfractaire offre une avancée pour cette série de poêle. Les côtés sont protégés par des plaques de fonte isolés par de la super-mousse. Dans la série F370 Advance, ces plaques sont retirées et remplacée par des vitres permettant de voir le foyer de côté.
La série F360 se décline en plusieurs modèles, tous partagent le même foyer. Cette série est conçue pour une puissance nominale de 6 kW, un rendement de 78 % et une taille de bûche maximale (à l'horizontale ou à la verticale) de 33 cm.
Les modèles F361 et F361 HT (High Top) proposent une embase ouverte avec étages de rangement. Le modèle F363 est monté sur piédestal. Les modèles F368 et F368 HT sont posés sur une embase avec porte pivotante.
Les versions High Top comportent 50 kg de blocs de pierre ollaire disposés sur le dessus du poêle. Ils permettent d’emmagasiner la chaleur du poêle et de la restituer sur une plus longue période.

### Série F370 Advance
La série F370 Advance succède à la série F370. Un changement notable de la version "Advance" est l'abandon du revêtement de foyer intérieur en vermiculite pour un revêtement intérieur en béton réfractaire. Plus résistant aux chocs et durable l'intérieur en béton réfractaire offre une avancée pour cette série de poêle. Cette série se différencie de la série F360 Advance par l'ajout de deux vitres sur les côtés.